# Manned Orbiting Laboratory

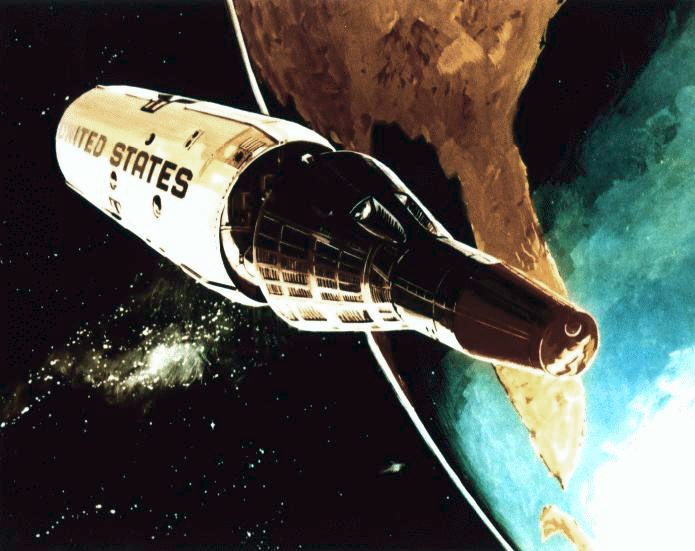
Rappresentazione artistica del MOL in orbita

La stazione spaziale equipaggiata Manned Orbiting Laboratory (MOL) venne concepita come piattaforma di spionaggio per l'accurata osservazione del territorio dell'Unione Sovietica da parte degli Stati Uniti. Fu inserita come parte del programma di voli equipaggiati nello spazio eseguito dall'aeronautica militare statunitense, la US Air Force. Il programma venne sospeso definitivamente il 10 giugno 1969, senza che fossero stati svolti effettivamente dei voli nello spazio. Le missioni erano programmate ad essere lanciate mediante un razzo vettore del tipo Titan IIIM, il cui sviluppo non venne mai terminato in una maniera tale da consentire l'uso per un lancio nello spazio.

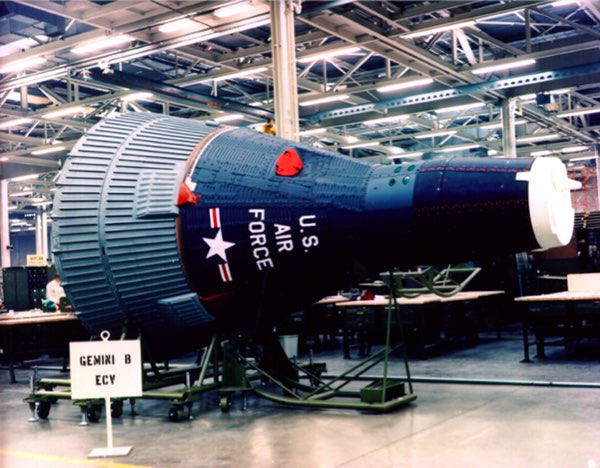
La capsula Gemini-B

L'equipaggio del MOL, composto da due membri, doveva essere lanciato assieme alla relativa stazione spaziale su una capsula Gemini appositamente modificata e pertanto semplicemente chiamata Gemini-B. La capsula era già saldamente agganciata al modulo da usare quale stazione spaziale ed era concepita per essere staccata dalla stessa solo poco prima della fine della missione, cioè per avviare la fase di rientro in atmosfera e riportare a terra gli astronauti e le pellicole con le immagini fotografiche e filmiche. La possibilità di un aggancio di altre navicelle spaziali, a differenza che in altre stazioni spaziali, non era affatto prevista. Dopo il rientro dell'equipaggio, il MOL non poteva essere visitato ed utilizzato da un altro equipaggio.
L'attrezzatura per lo spionaggio del progetto MOL venne inserita nell'ambito del programma per satelliti artificiali di spionaggio Keyhole con la definizione KH-10 Dorian. Con la fine del programma per il MOL, i compiti di spionaggio vennero assunti dai satelliti artificiali privi di equipaggio e sviluppati parallelamente al progetto MOL, cioè i satelliti KH-9 Hexagon.

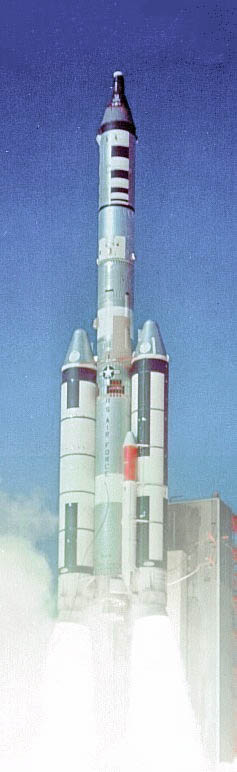
Lancio del MOL-Mockup con la capsula Gemini-B

## Volo di test
Nell'ambito del programma MOL venne eseguito un unico volo nello spazio, cioè la missione chiamata MOL-HSQ (Manned Orbiting Laboratory - Heat Shield Qualification). Si trattò di un volo di test di un Mockup (definizione inglese per un modello di un velivolo) del MOL per analizzare la configurazione aerodinamica di lancio nonché in particolar modo la resistenza dello scudo termico della capsula Gemini-B. Il lancio venne eseguito il 3 novembre 1966 con un razzo vettore del tipo Titan IIIC. La capsula Gemini-B era la capsula usata durante la missione Gemini 2 e pertanto divenne il primo veicolo spaziale ad essere, seppur modificato sostanzialmente, riutilizzato. In questa occasione, la capsula venne portata su una traiettoria di volo suborbitale, mentre il modulo del MOL raggiunse una traiettoria d'orbita terrestre. Al posto del MOL vero e proprio venne usato un serbatoio di carburante vuoto di un razzo vettore del tipo Titan II, contenente alcuni strumenti tecnologici e denominato, mentre si trovava in orbita, "OV4-3". Durante questa missione vennero posizionati nello spazio a fini di ricerca tre satelliti artificiali minori: l'OV1-6, l'OV4-1R e l'OV4-1T.

## Specificazioni
- Equipaggio: 2
- Durata massimale per una missione: 40 giorni
- Orbita: geostazionaria oppure polare
- Lunghezza: 21,92 m
- Diametro: 3,05 m
- Volume dell'abitacolo: 11,3 m³
- Massa: 14.476 kg
- Portata: 2.700 kg
- Alimentazione d'energia: pile a combustibile oppure pannelli fotovoltaici

## Astronauti
Per il progetto MOL vennero scelti nel 1965 otto, nel 1966 cinque e nel 1967 quattro astronauti.
| MOL Gruppo 1 - novembre 1965 | MOL Gruppo 2 - giugno 1966 | MOL Gruppo 3 - giugno 1967 |
| --- | --- | --- |
| - Michael J. Adams (Air Force) - Albert H. Crews Jr. (Air Force) - John L. Finley (Navy) - Richard E. Lawyer (Air Force) - Lachlan Macleay (Air Force) - Francis G. Neubeck (Air Force) - James M. Taylor (Air Force) - Richard Harrison Truly (Navy) | - Karol J. Bobko (Air Force) - Robert Laurel Crippen (Navy) - Charles Gordon Fullerton (Air Force) - Henry Warren Hartsfield, Jr. (Air Force) - Robert Franklyn Overmyer (Marine Corps) | - James A. Abrahamson (Air Force) - Robert T. Herres (Air Force) - Robert H. Lawrence, Jr. (Air Force) - Donald Herold Peterson (Air Force) |

Dopo la sospensione definitiva del progetto, la NASA assunse i sette astronauti partecipanti al programma che erano di età inferiore ai 35 anni (Truly del primo gruppo, il secondo gruppo completo e Peterson del 3 gruppo). Fra questi i più noti sono senz'altro Robert Laurel Crippen, pilota del primo Space Shuttle, e Richard "Dick" Truly, direttore della NASA negli anni dal 1989 al 1992. Tutti i sette astronauti voleranno nello spazio nel corso del programma Space Shuttle.

## Galleria d'immagini

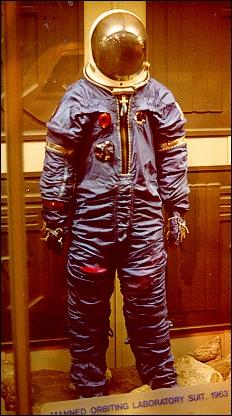
Tuta spaziale per MOL
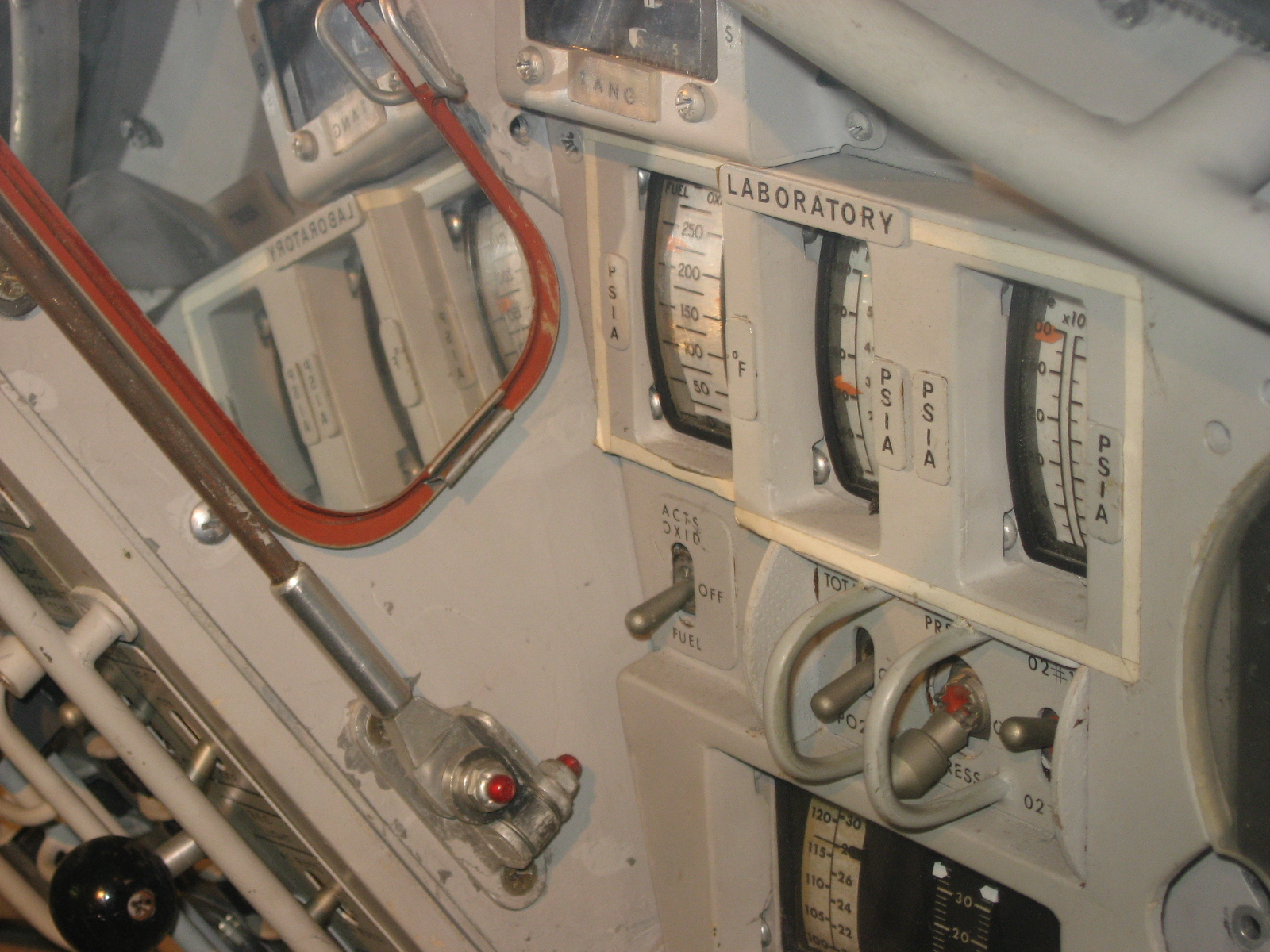
Pannello di controllo
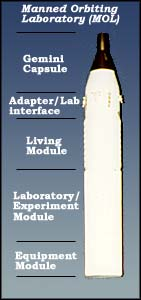
Configurazione del MOL